# Saskatchewan Roughriders
I Saskatchewan Roughriders sono una squadra di football canadese che gioca nella West Division della Canadian Football League con sede a Regina, nel Saskatchewan. Fondati nel 1910, disputano le loro gare casalinghe al Mosaic Stadium at Taylor Field dal 1936. Originariamente conosciuti come Regina Rugby Club dal 1910 al 1923, hanno cambiato il nome in Regina Roughriders nel 1924 fino ad assumere la denominazione attuale nel 1946.
La squadra attira tifosi dal Saskatchewan e dal Canada che si sono soprannominati affettuosamente "Rider Nation".

## Storia

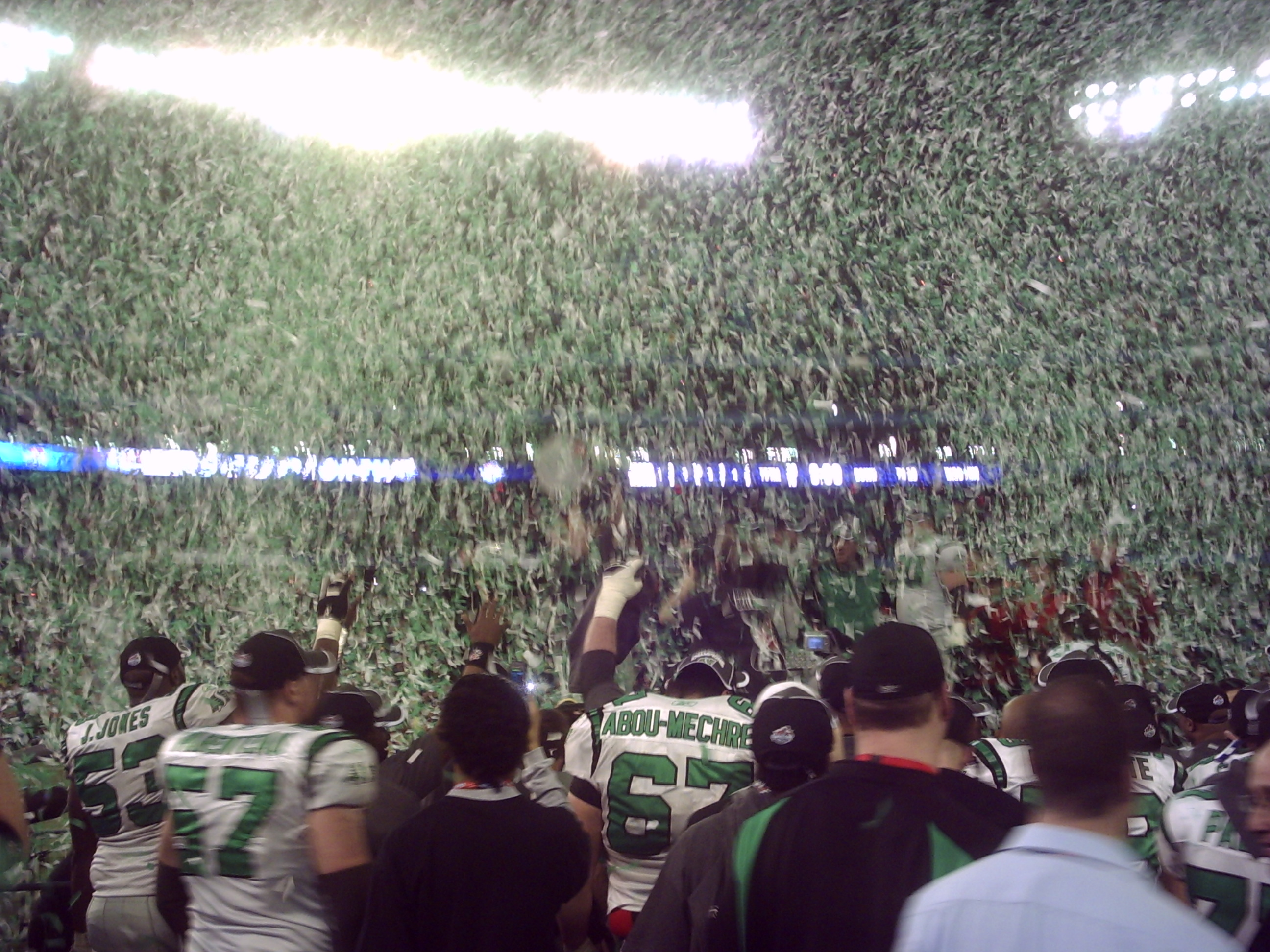
I Roughriders durante i festeggiamenti per la vittoria della Grey Cup nel 2007.

La squadra ha vinto la Western Division sette volte e il Western Championship 27 volte. Malgrado abbiano disputato la finale di campionato 18 volte, i Riders hanno vinto solo tre Grey Cup in oltre cento anni di storia. La lealtà dei tifosi è degna di nota in quanto i Roughriders giocano nel mercato più piccolo della CFL e il secondo più piccolo degli sport professionistici nordamericani (dietro solo a Green Bay, Wisconsin).
La squadra conta 20 giocatori indotti nella Canadian Football Hall of Fame. I più grandi rivali dei Riders sono i Winnipeg Blue Bombers; le gare tra le due squadre normalmente fanno registrare il tutto esaurito già prima dell'inizio della stagione. Il Roughriders Football Club e la città di Regina sono stati scelti per ospitare la centounesima Grey Cup. Nel luglio 2012, la Provincia dello Saskatchewan ha annunciato che i Roughriders disporranno di un nuovo stadio che sarà completato entro il 2017.